# Synaphris dalmatensis
Espèce
Synaphris dalmatensis est une espèce d'araignées aranéomorphes de la famille des Synaphridae.

## Distribution
Cette espèce est endémique de Croatie. Elle se rencontre dans la péninsule de Pelješac.

## Description
Le mâle holotype mesure 0,9 mm et la femelle paratype 0,9 mm.

## Systématique et taxinomie
Cette espèce a été décrite par Wunderlich en 1980.

## Étymologie
Son nom d'espèce, composé de dalmat[ia] et du suffixe latin -ensis, « qui vit dans, qui habite », lui a été donné en référence au lieu de sa découverte, la Dalmatie.

## Publication originale
- Wunderlich, 1980 : « Über europäische Symphytognathidae (Arach.: Araneae). » Verhandlungen des naturwissenschaftlichen Vereins in Hamburg, Neue Folge, vol. 23, p. 259-273.